# Rumex acetosella
Rumex acetosella é uma espécie de planta com flor pertencente à família Polygonaceae. 
A autoridade científica da espécie é L., tendo sido publicada em Species Plantarum 1: 338. 1753.

## Portugal
Trata-se de uma espécie presente no território português, nomeadamente os seguintes táxones infraespecíficos:
- Rumex acetosella subsp. angiocarpus - presente em Portugal Continental, no Arquipélago dos Açores e no Arquipélago da Madeira. Em termos de naturalidade é nativa das três regiões atrás referidas. Não se encontra protegida por legislação portuguesa ou da Comunidade Europeia.